# Mertsee
Der Mertsee (Mertseespeicher) ist ein Stausee in Eggenfelden an dem gleichnamigen Fluss Mertsee in Niederbayern, Landkreis Rottal-Inn. Der Stausee liegt im Einzugsgebiet der Rott.
Der Speicher wurde 1961 zum Hochwasserschutz und zur Freizeiterholung gebaut. Er gehört dem Freistaat Bayern. Der Staudamm ist ein Erddamm.

## Name
Der Gewässername ist in einer lateinischen Urkunde von 863/885 als Murcilashaha ersturkundlich genannt. Es liegen der althochdeutsche Personenname Murzil im Genitiv (Murciles) und -aha (‚Gewässer‘) zugrunde.

## Fauna
Als Hauptfischarten im See werden Barsch, Karpfen, Barbe, Nase, Aitel, Brachse, Hecht, Zander und Aal geangelt.